# فيتو مانوني
فيتو مانوني (بالإيطالية: Vito Mannone)‏ من مواليد 2 مارس 1988 في ديزيو في إيطاليا، لاعب كرة قدم إيطالي.
بدأ مسيرته الكروية مع نادي أتالانتا في موسم 2003، وشارك معهم حتى 2005، وفي موسم 2005 انتقل إلى نادي آرسنال، ومنذ عام 2013 وهو يلعب مع نادي سندرلاند الإنجليزي.

## روابط خارجية
- فيتو مانوني على موقع الاتحاد الأوربي (الإنجليزية)
- فيتو مانوني على موقع الدوري الأمريكي (الإنجليزية)
- فيتو مانوني على موقع قاعدة بيانات كرة القدم.إي يو (الإنجليزية)
- فيتو مانوني على موقع بيانات كرة القدم. دي إي (الألمانية)
- فيتو مانوني على موقع ليكيب (الفرنسية)
- فيتو مانوني على موقع Soccerbase.com (لاعب) (الإنجليزية)
- فيتو مانوني على موقع Soccerway.com (الإنجليزية)
- فيتو مانوني على موقع عالم كرة القدم.نت (الإنجليزية)
- فيتو مانوني على موقع AS.com (الإسبانية)